# Bierzglin
Bierzglin – wieś w Polsce położona w województwie wielkopolskim, w powiecie wrzesińskim, w gminie Września.
W latach 1975–1998 miejscowość administracyjnie należała do województwa poznańskiego.

## Historia
Podczas okupacji nazwa wsi została zmieniona przez administrację niemiecką na Raymannsruh. W ten sposób chcieli oni oddać hołd Helmuthowi Raymannowi, rolnikowi niemieckiemu mieszkającemu w Bierzglinie, który nie posiadał obywatelstwa niemieckiego. Według przekazów ustnych, po wybuchu II wojny światowej, volksdeutsch wysyłał sygnały drogą radiową lub sygnały świetlne dla niemieckiego lotnictwa. Został on przyłapany na sabotażu i rozstrzelany na mocy sądu wojskowego 1 września 1939 przez Wojsko Polskie II RP. Po zajęciu Polski przez III Rzeszę hitlerowcy uznali takie osoby za bohaterów.